# Château de Berlebourg
le château de Berlebourg (en allemand : Schloss Berleburg) est un château situé à Bad Berleburg, dans le Land de Rhénanie-du-Nord-Westphalie en Allemagne. Il est la propriété de la famille de Sayn-Wittgenstein.

## Situation
Le château s'élève sur une colline à l'ouest de la ville de Bad Berleburg et est entouré d'un vaste parc boisé.

## Histoire
En 1258, un premier château-fort est construit par le comte Sigfrid Ier de Wittgenstein et le Vogt Adolphe Ier. Après la mort de Sigfrid II en 1359, son gendre Salentin von Sayn hérite du domaine et fonde la maison de Sayn-Wittgenstein. Le château sert alors de pavillon de chasse, devant lequel s'étend une petite agglomération.
En 1506, le comté de Wittgenstein est divisé et le comte Johann emménage dans l'ancien pavillon de chasse. En 1531, il jette les bases de l'agrandissement en un palais résidentiel en posant lui-même la première pierre d'un nouveau bâtiment. Dans les années 1555 à 1557, son neveu, le comte Louis fait agrandir l'aile nord à deux étages.
Sous le règne du comte Casimir, l'aile centrale à trois étages est construite à partir de 1731 selon les plans de Julius Ludwig Rothweil. Lors d'une rénovation en 1912, Friedrich von Thiersch ajoute les tours et modifie l'escalier.
Aujourd'hui, le château appartient au prince Gustave de Sayn-Wittgenstein-Berlebourg.